# Junco hyemalis
El junco pizarroso o junco ojioscuro (Junco hyemalis) es una especie de ave paseriforme de la familia Emberizidae propia de América del Norte. Su amplia distribución se extiende por la mayor parte de las zonas templadas de Norteamérica, llegando tan al norte como el círculo polar Ártico. Es una especie muy variable, y su taxonomía ha sido complicada.